# Australia 108
Australia 108 ist ein Wolkenkratzer mit einer Höhe von 317 Metern in der  australischen Stadt Melbourne.

## Beschreibung
Der Bau des Gebäudes begann 2015 und wurde 2020 abgeschlossen. Der Wolkenkratzer mit 100 Stockwerken ist das zweithöchste Gebäude des Landes, des Kontinents und der südlichen Hemisphäre, hinter dem Q1 Tower in Gold Coast. Innerhalb Melbournes ist es das höchste Gebäude. Entworfen wurde das Hochhaus von Fender Katsalidis Architects.

## Nutzung
Der Australia 108 soll hauptsächlich Wohnungen beherbergen. Nach offiziellen Angaben soll es neben 664 Apartments auch ein Hotel geben. Das Hotel wird sich von der 83. bis zur 101. Etage über die gesamten 18 Stockwerke ziehen und 288 Zimmer zur Verfügung stellen. Neben der Hauptnutzung soll der Wolkenkratzer auch ein Einkaufszentrum, ein Restaurant, eine Bar, ein Café, eine Bibliothek, einen Supermarkt, ein Theater und eine Oper enthalten. Außerdem stehen 600 Parkplätze zur Verfügung.